# Everth Cabrera
Everth Cabrera (ur. 17 listopada 1986) – nikaraguański baseballista występujący na pozycji łącznika w organizacji Chicago White Sox.

## Przebieg kariery
Cabrera podpisał kontrakt jako wolny agent z Colorado Rockies w czerwcu 2004, ale występował jedynie w klubach farmerskich tego zespołu. W grudniu 2008 przeszedł do San Diego Padres na mocy tak zwanego Rule 5 draft, do którego przystępują zawodnicy z niższych lig, niemający miejsca w czterdziestoosobowym składzie klubu Major League Baseball na najbliższy sezon.
W Major League Baseball zadebiutował 8 kwietnia 2009 w meczu przeciwko Los Angeles Dodgers, w którym zaliczył double. W sezonie 2012 skradł najwięcej baz w National League (44). 14 maja 2013 w spotkaniu z Baltimore Orioles na Camden Yards, rozgrywanym w ramach interleague play, zaliczył 60 000. uderzenie w historii klubu.
16 lipca 2013 po raz pierwszy w karierze został wybrany do Meczu Gwiazd, jednak w nim nie wystąpił. W sierpniu 2013 został zawieszony na 50 meczów za zażywanie niedozwolonych środków dopingujących. W lutym 2015 podpisał jako wolny agent roczny kontrakt z Baltimore Orioles.
W lipcu 2015 podpisał niegwarantowany kontrakt z San Francisco Giants, zaś w styczniu 2017 związał się na tej samej zasadzie z Chicago White Sox.

## Nagrody i wyróżnienia
| Nagroda/wyróżnienie | Lata | Źródło |
| All-Star            | 2013 | [ 8 ]  |